# Li Yinhui

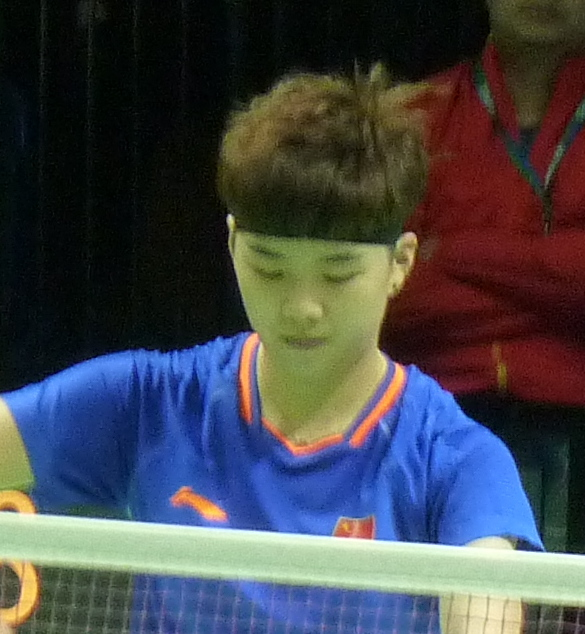
Li Yinhui (2019)

Li Yinhui (chinesisch 李茵暉 / 李茵晖, Pinyin Lǐ Yīnhuī, * 11. März 1997 in Wuhan) ist eine chinesische Badmintonspielerin.

## Karriere
Li Yinhui siegte 2016 beim Malaysia Masters, und den Macau Open, 2017 bei den German Open und dem Thailand Masters. 2018 war sie beim Lingshui China Masters erfolgreich. 2019 gewann sie die Macau Open und die German Open. 2021 qualifizierte sie sich für die Olympischen Sommerspiele des gleichen Jahres.

## Sportliche Erfolge
| Saison | Veranstaltung                   | Disziplin | Platz | Name                       |
| ------ | ------------------------------- | --------- | ----- | -------------------------- |
| 2014   | Juniorenweltmeisterschaft 2014  | WD        | 3     | Du Yue / Li Yinhui         |
| 2015   | Thailand Open 2015              | WD        | 1     | Huang Dongping / Li Yinhui |
| 2015   | Juniorenasienmeisterschaft 2015 | WD        | 1     | Du Yue / Li Yinhui         |
| 2015   | Juniorenweltmeisterschaft 2015  | WD        | 2     | Du Yue / Li Yinhui         |
| 2015   | Macau Open 2015                 | XD        | 3     | Liu Yuchen / Li Yinhui     |
| 2016   | China Open 2016                 | WD        | 2     | Huang Dongping / Li Yinhui |
| 2016   | Bitburger Open 2016             | WD        | 3     | Huang Dongping / Li Yinhui |
| 2016   | Hong Kong Open 2016             | WD        | 2     | Huang Dongping / Li Yinhui |
| 2016   | China Open 2016                 | XD        | 2     | Zhang Nan / Li Yinhui      |
| 2016   | Malaysia Masters 2016           | WD        | 3     | Du Yue / Li Yinhui         |
| 2016   | Macau Open 2016                 | XD        | 1     | Zhang Nan / Li Yinhui      |
| 2016   | French Open 2016                | XD        | 3     | Zhang Nan / Li Yinhui      |
| 2016   | Chinesische Meisterschaft 2016  | WD        | 1     | Du Yue / Li Yinhui         |
| 2016   | French Open 2016                | WD        | 3     | Huang Dongping / Li Yinhui |
| 2016   | Malaysia Masters 2016           | XD        | 1     | Zheng Siwei / Li Yinhui    |
| 2017   | China Open 2017                 | WD        | 3     | Du Yue / Li Yinhui         |
| 2017   | Juniorenweltmeisterschaft 2017  | WD        | 9     | Huang Dongping / Li Yinhui |
| 2017   | Thailand Masters 2017           | WD        | 3     | Huang Dongping / Li Yinhui |
| 2017   | Thailand Masters 2017           | XD        | 1     | Zhang Nan / Li Yinhui      |
| 2017   | German Open 2017                | XD        | 1     | Zhang Nan / Li Yinhui      |
| 2017   | Asienmeisterschaft 2017         | WD        | 3     | Huang Dongping / Li Yinhui |
| 2017   | German Open 2017                | WD        | 2     | Huang Dongping / Li Yinhui |
| 2017   | Juniorenweltmeisterschaft 2017  | XD        | 9     | Zhang Nan / Li Yinhui      |
| 2018   | Juniorenweltmeisterschaft 2018  | XD        | 3     | Zhang Nan / Li Yinhui      |
| 2018   | All England 2018                | XD        | 3     | Zhang Nan / Li Yinhui      |
| 2018   | Australian Open 2018            | XD        | 3     | Wang Zekang / Li Yinhui    |
| 2018   | All England 2018                | WD        | 9     | Du Yue / Li Yinhui         |
| 2018   | Lingshui China Masters 2018     | WD        | 1     | Du Yue / Li Yinhui         |
| 2018   | Juniorenweltmeisterschaft 2018  | WD        | 9     | Du Yue / Li Yinhui         |
| 2018   | China Open 2018                 | XD        | 2     | Zhang Nan / Li Yinhui      |
| 2018   | Japan Open 2018                 | WD        | 3     | Du Yue / Li Yinhui         |
| 2018   | Asienmeisterschaft 2018         | XD        | 3     | Zhang Nan / Li Yinhui      |
| 2019   | German Open 2019                | WD        | 1     | Du Yue / Li Yinhui         |
| 2019   | Malaysia Open 2019              | WD        | 2     | Du Yue / Li Yinhui         |
| 2019   | Macau Open 2019                 | WD        | 1     | Du Yue / Li Yinhui         |
| 2020   | All England 2020                | WD        | 2     | Du Yue / Li Yinhui         |